# Soika
Soika — безпілотний літальний апарат (БПЛА), розроблений компанією «Бойові Птахи України» для вийнятково розвідувальних і картографічних місій. Soika оснащений системою навігації VISION NAVIGATION з елементами штучного інтелекту та може працювати в екстремальних погодних умовах.

## Використання
БПЛА Soika обладнаний камерами гарної якості що допомагає робити фото у великій якості та системами навігації VISION NAVIGATION, що дозволяє йому виконувати завдання в умовах радіо тиші. Його основні функції включають:
- Розвідка: Збір даних про розташування ворога та оцінка ситуації на полі бою.[3][4]

## Вартість
Приблизна вартість одного комплексу (один БПЛА) складає близько 410.000 гривень(станом на 2024 рік).

## Склад коплексу
- Один безпілотний летальний апарат.
- Змінні батареї.
- Планшет.
- Захищенний ноутбук.
- Трекер, зарядний пристрій, картки, ЗІП.
- Сумка для транспортування і зберігання всіх складових БпАК.

#### НАЗЕМНЕ ОБЛАДНАННЯ
Пост керування представляє собою один ноутбук зі спеціальним програмним забезпеченням для керування літаком та прокладання місії.

## Характеристики та особливості
Особливості
- може летіти півтори години без підзарядки;
- має онлайн-відеотрансляцію;
- робить більше 1000 фото за один виліт;
- можливість польоту без GPS та в режимі радіо тиші;
- може літати в екстремальних погодних умовах;

Характеристики
- розміри — 1020 мм/610 мм;
- злітна вага — 2,7 кг;
- крейсерська швидкість — 65 км/г;
- тривалість польоту — 90+ хв;
- радіус дії телеметричного та відеосигналу — 90+ км;
- зліт — автоматичний, з руки;
- система навігації — Vision Navigation, з використанням штучного інтелекту;
- силова установка — безколекторний електричний двигун;
- матеріал планера — EPP, каркас з карбону, композит;
- система енергоживлення — Літій-іонні акумулятори ємністю 16 000 мАгод;
- кліматичні умови — всепогодність;
- обігрів — трубки Піто[3].

## Застосування
- Російсько-українська війна